# Servidor-raiz

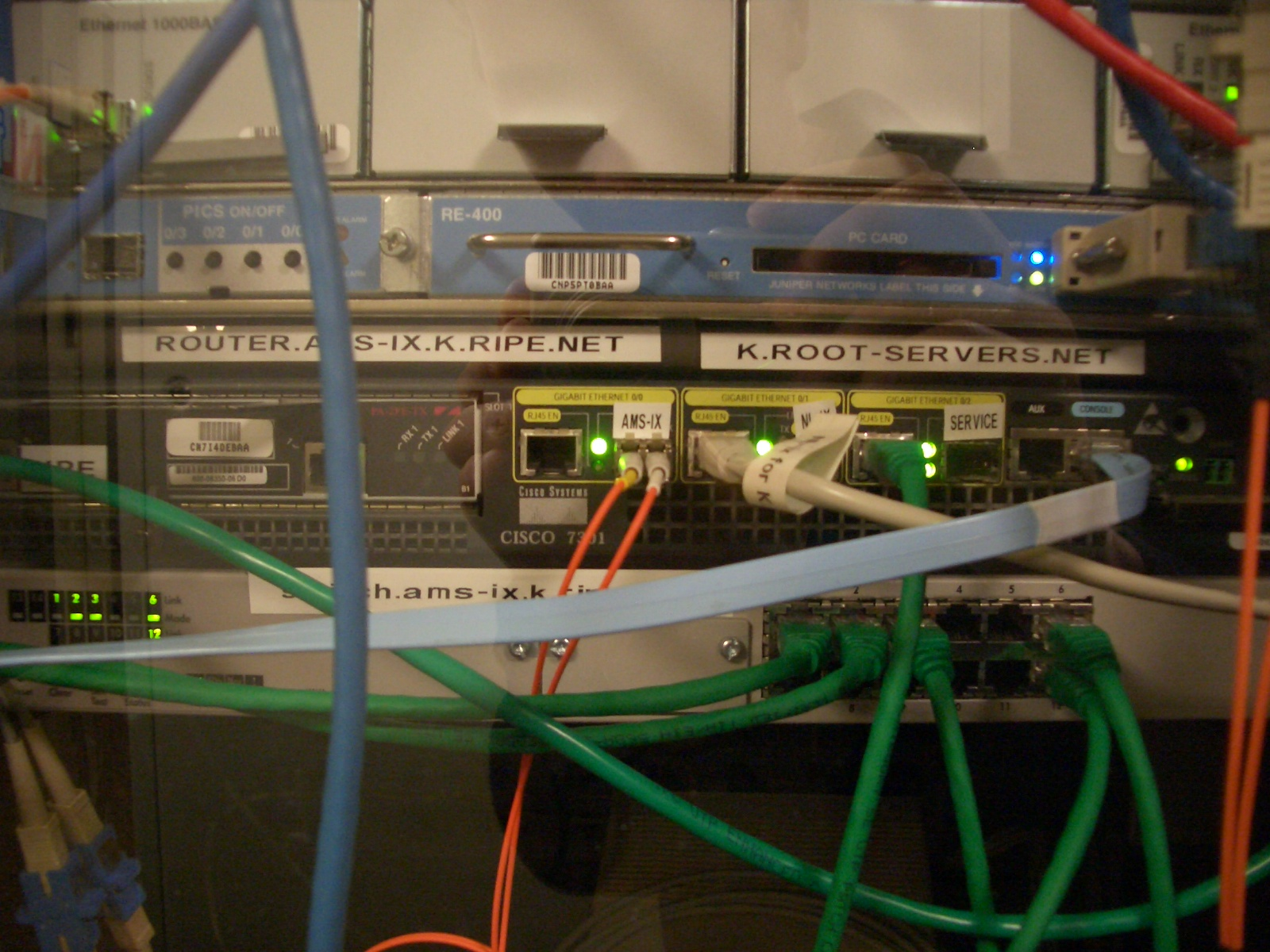
Réplica do servidor K-Root-Server em Amsterdam.

Um servidor-raiz (em inglês root name server) é um servidor de nome para a zona raiz do DNS (Domain Name System). A sua função é responder diretamente às requisições de registros da zona raiz, além de responder a outras requisições, retornando uma lista dos servidores de nome designados para o domínio de topo apropriado. Os servidores raiz são parte crucial da internet por que são o primeiro passo em traduzir nomes para endereços IP, esses últimos usados para comunicação entre hosts.
Devido aos limites do DNS no tamanho dos pacotes UDP (User Datagram Protocol) em 512 bytes, é limitado o número de endereços dos servidores raiz que são acomodados nas pesquisas de nome do DNS. Esse limite determina que o número de servidores raiz seja atualmente 13, servindo às necessidades da internet no mundo inteiro.

## Os treze servidores-raiz
Existem 13 servidores-raiz distribuídos ao redor do mundo:
- 10 nos Estados Unidos, a maioria é operada por agências governamentais americanas;
- 2 na Europa;
- 1 na Ásia.

Este é o número máximo tecnicamente possível. Se um servidor quebrar, os outros doze ainda continuam funcionando, e mesmo se os treze servidores caírem simultaneamente a resolução dos nomes de domínio (a principal função dos servidores raiz) continuaria sendo feita em outros servidores de nome de domínio distribuídos hierarquicamente através da Internet. Para aumentar a base instalada destes servidores, foram criadas réplicas localizadas por todo o mundo, inclusive no Brasil e Portugal.
| Letra | Endereço IPv4                                                           | Endereço IPv6                  | ASN     | Antigo nome do servidor | Operador                               | Localização                                     | Software |
| ----- | ----------------------------------------------------------------------- | ------------------------------ | ------- | ----------------------- | -------------------------------------- | ----------------------------------------------- | -------- |
| A     | 198.41.0.4                                                              | 2001:503: ba3e :: 02:30        | AS26415 | ns.internic.net         | Verisign Inc.                          | distribuído (anycast) 6/0                       | BIND     |
| B     | 192.228.79.201 (desde janeiro de 2004; originalmente era 128.9.0.107)   | 2001:478:65::53 (na zona raiz) | AS4     | ns1.isi.edu             | USC - ISI                              | Marina del Rey, CA, Estados Unidos 0/1          | BIND     |
| C     | 192.33.4.12                                                             | 2001:500:2::c (na zona raiz)   | AS2149  | c.psi.net               | Cogent Communications                  | distribuído (anycast) 6/0                       | BIND     |
| D     | 199.7.91.13 (desde 3 de janeiro de 2013; originalmente era 128.8.10.90) | 2001:500:2d::d                 | AS27    | terp.umd.edu            | Universidade de Maryland               | College Park, MD, Estados Unidos 1/0            | BIND     |
| E     | 192.203.230.10                                                          | 2001:500:a8::e                 | AS297   | ns.nasa.gov             | NASA                                   | Mountain View , CA, Estados Unidos 1/0          | BIND     |
| F     | 192.5.5.241                                                             | 2001:500:2f::f                 | AS3557  | ns.isc.org              | Internet Systems Consortium            | distribuído (anycast) 2/47                      | BIND 9   |
| G     | 192.112.36.4                                                            | 2001:500:12::d0d               | AS5927  | ns.nic.ddn.mil          | Defense Information Systems Agency     | distribuído (anycast) 6/0                       | BIND     |
| H     | 128.63.2.53                                                             | 2001:500:1::803f:235           | AS13    | aos.arl.army.mil        | United States Army Research Laboratory | Aberdeen Proving Ground, MD, Estados Unidos 2/0 | NSD      |
| I     | 192.36.148.17                                                           | 2001:7fe::53                   | AS29216 | nic.nordu.net           | Netnod (antes Autonomica)              | distribuído (anycast) 38                        | BIND     |
| J     | 192.58.128.30 (desde Novembro de 2002; originalmente era 198.41.0.10)   | 2001:503:c27::2:30             | AS26415 | —                       | Versign Inc.                           | distribuído (anycast) 63/7                      | BIND     |
| K     | 193.0.14.129                                                            | 2001:7fd::1                    | AS25152 | —                       | RIPE NCC                               | distribuído (anycast) 5/13                      | NSD      |
| L     | 199.7.83.42 (desde novembro de 2007; originalmente era 198.32.64.12)    | 2001:500:3::42                 | AS20144 | —                       | ICANN                                  | distribuído (anycast) 103/0                     | NSD      |
| M     | 202.12.27.33                                                            | 2001:dc3::35                   | AS7500  | —                       | Projeto WIDE                           | distribuído (anycast) 5/1                       | BIND     |

## Operação de Resolução de Endereço
Quando um computador na Internet precisa resolver um nome de domínio, ele usa o software de resolução para executar a pesquisa. A resolução quebra o nome em rótulos da direita para a esquerda. O primeiro componente, o Domínio de Topo (TLD - Top Level Domain) é obtido usando um servidor-raiz para conseguir o servidor responsável autoritário. As consultas retornam, para cada rótulo, servidores de nomes mais específicos até que um servidor de nomes retorne a resposta da consulta original.
Na prática, a maior parte desta informação não muda com muita frequência ao longo de várias horas e, portanto, é armazenada em cache por servidores de nomes intermediários, ou por um cache de nomes incorporados a aplicação do usuário. Pesquisas de Sistema de Nomes de Domínio (DNS - Domain Name System) para os servidores de nomes raiz podem ser relativamente pouco frequentes. Um levantamento em 2003 relata que apenas 2% de todas as consultas para os servidores raiz eram legítimos. Acesso incorreto ou inexistente ao cache foi responsável por 75% das consultas, 12,5% foram para TLD’s desconhecido, 7% foram para pesquisas que usam endereços IP, como se fossem nomes de domínio, etc. Alguns computadores tipo desktop mal configurados tentaram atualizar os registros de servidor-raiz das TLDs. Uma lista de problemas semelhantes aos verificados e as correções recomendadas tem sido publicada na RFC 4697.
Apesar de toda a execução local do DNS poder implementar seus próprios servidores raiz privados, o termo "servidor-raiz" é geralmente usado para descrever os treze servidores raiz conhecidos que implementam o espaço de domínio dos nomes raiz para a implementação oficial do DNS pela Internet.

## Robustez do DNS
A função e robustez do DNS podem ser ilustradas analisando o fato de que a Internet não entraria em colapso se os servidores raiz fossem incapacitados. Milhares de servidores de nome de domínio possuem cópias do arquivo de zona raiz e uma catástrofe imediata não ocorreria. Demoraria um bom tempo antes de consequências funcionais sérias serem notadas e durante esse tempo seria possível reativar os servidores originais, ou criar novos.

## Gerenciamento dos Servidores-Raiz
Os treze servidores raiz são gerenciados por uma diversidade de organizações. Instituições públicas e acadêmicas gerenciam seis servidores, companhias comerciais, 3 servidores e instituições governamentais, três servidores. Estas instituições recebem um arquivo da zona raiz proposto pela IANA (ICANN) e aprovado pelo governo dos Estados Unidos (Departamento de Comércio). Uma vez que o conteúdo é aprovado pelo departamento de comércio, ele é integrado ao servidor-raiz mestre operado pela VeriSign. O arquivo no servidor-raiz mestre é automaticamente replicado em todos os outros servidores raiz.

## Arquivo de zona raiz
O arquivo de zona raiz é um pequeno (em torno de 100 kB) arquivo de computador cuja publicação é o propósito primário dos servidores raiz de nomes, servidores estes que constituem a espinha dorsal da Internet.
O arquivo de zona raiz é um arquivo que é o principal propósito dos servidores raiz. Ele é o ápice da hierarquia do DNS. Essa base de dados é usada em quase todas as aplicações na internet para traduzir nomes únicos como www.wikipedia.org para outros identificadores como endereços IP. Os conteúdos dos arquivos de zona raiz são listas de nomes e endereços numéricos de IP dos DNS autoritários para todos os TLD’s, como por exemplo .com ou .org. Em 12 de dezembro de 2004, havia 258 TLD’s e 773 servidores autoritários distintos para esses TLD’s listados. Outros servidores de nome fizeram pesquisas nas quais eles não tinham qualquer informação sobre isto. Os servidores raiz de nome, usando seus respectivos arquivos de zona raiz, respondem apropriadamente com um TLD ou dizendo que não existe resultado possível.